# Андре Франкен

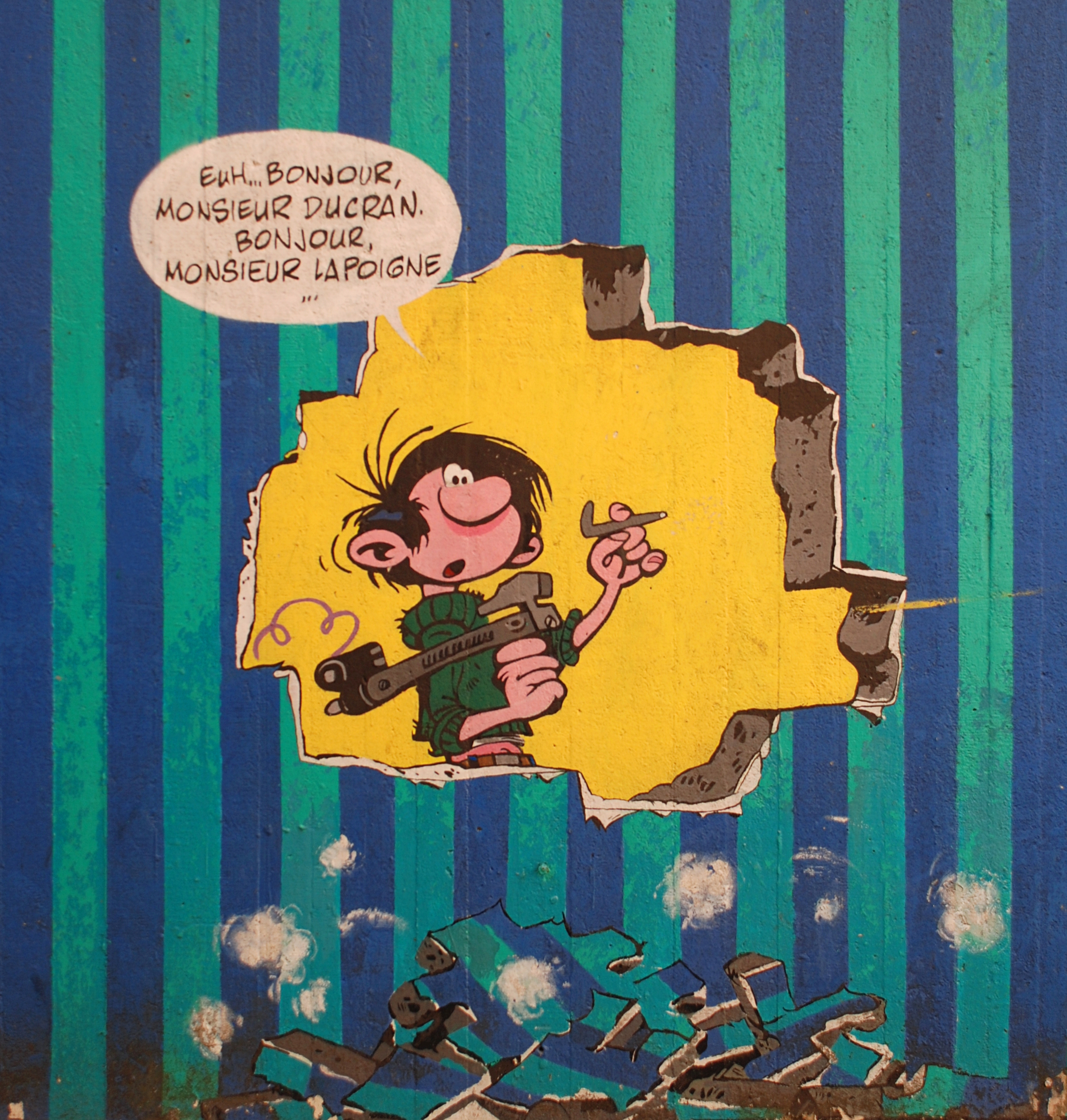
Настінопис, що зображує Гастона на вулиці Валлон в Лувен-ла-Нев (Бельгія).

Андре Франкен (фр.: [fʁɑ̃kɛ̃] ; 3 січня 1924 — 5 січня 1997) визначний бельгійський ілюстратором коміксів, чиї найвідоміші творіння — Гастон і Марсупіламі. Він також створював комікс «Спіру і Фантазіо» з 1947 по 1969 рік, період, який вважають золотим віком серії коміксів.

## Біографія

### Рання творчість
Франкен народився в Еттербеку в 1924 році. Хоча Френкен почав малювати в ранньому віці, він отримав свої перші справжні уроки малювання в школі École Saint-Luc у 1943 році. Однак через рік школа була змушена закритися через війну, і Френкена прийняли на роботу в Compagnie belge d'actualités (CBA), анімаційну студію в Брюсселі. Саме там він познайомився з деякими зі своїх майбутніх колег: Морісом де Бевером (Морріс, автор Lucky Luke), П'єром Калліфордом (Пейо, автор Смурфиків) і Едді Паапе. Троє з них (за винятком Пейо) працювали в Dupuis в 1945 році після закриття CBA. Пейо, який на той час був ще занадто молодий, приєднався до них лише через сім років. Франкен почав малювати обкладинки та мультфільми для Le Moustique, щотижневого журналу про радіо та культуру. Він також працював у щомісячному скаутському журналі Plein Jeu.
Протягом цього часу Морріса та Френкена навчав Джозеф Гіллен (Джідже), який перетворив частину свого будинку на робоче місце для двох молодих художників коміксів та Вілла, іншого художника з псевдонімом на ім'я Віллі Мальтайт. Джіже тоді продюсував багато коміксів, які були опубліковані у франко-бельгійському журналі коміксів Спіру, включно з його флагманською серією «Спіру і Фантазіо». Команду, яку він зібрав наприкінці війни, часто називають La bande des quatre (букв. «Банда чотирьох»), а графічний стиль, який вони розробляли разом, пізніше назвали школою Марсінель. Марсінель була околицями промислового міста Шарлеруа на південь від Брюсселя, де тоді знаходився видавець журналу Спіру Dupuis.
Джіже передав Франкену стрічку Спіру і Фантазіо, п'ять сторінок до створення Spirou et la maison préfabriquée, а з випуску Spirou #427, випущеного 20 червня 1946 року, молодий Франкен ніс творчу відповідальність за серію. Протягом наступних двадцяти років Френкен значною мірою заново винайшов стрічку, створивши довші, складніші сюжетні лінії та велику галерею бурлескних персонажів.
Найбільш помітним серед них є Марсупіламі, вигадана мавпоподібна істота. Натхненням для створення надзвичайно довгого, чіпкого хвоста Марсупіламі став трамвай, яким Френкен та його колеги часто їздили по дорозі на роботу. Ця тварина стала частиною бельгійської та французької популярної культури і породила мультфільми та супутні товари, а з 1989 року — власну серію коміксів. Мультфільми користувалися неабияким попитом серед англомовних країн.

### Розквіт творчості
До 1951 року Франкен знайшов свій стиль. Його стрічка, яка щотижня з'являлася на першій сторінці журналу Спіру, була хітом. Наслідуючи Джідже в 1940-х роках, Френкен навчав молоде покоління ілюстраторів коміксів у 1950-х, зокрема Жана Роба та Джідехема, які працювали з ним над «Спіру і Фантазіо».
У 1955 році, після суперечки стосовно продовження контракту зі своїм видавцем Dupuis, Френкен певний час працював у журналі конкурентів Тінтін. Саме завдяки цій співпраці виникла серія жартівливих коміксів «Модест і Помпон», яка включала роботи Рене Ґосінні (знаменитого Астерікса) і Пейо, автора «Смурфиків». Пізніше Френкен повернувся до Спіру, але його контрактні зобов'язання з Тінтіном означали, що він повинен був робити внесок у обидва журнали, що стало викликом для індустрії коміксів. Пізніше серію коміксів продовжили такі автори, як Діно Аттанасіо та Міттеї (Жан Марієтт).
У 1957 році головний редактор Спіру Іван Дельпорт дав Франкену ідею нового персонажа, Гастона Лагаффа (від французького la gaffe, що означає «промах»). Спочатку це сприймалося як жарт, щоб заповнити порожнє місце в журналі, щотижнева стрічка, де детально описуються нещастя, божевільні ідеї та винаходи остаточно бездіяльного офісного хлопця, який працював в офісі Спіру. Однак, цей комікс став одним із найвідоміших творінь Франкена.
Незабаром Франкен переніс період депресії, що змусило його на деякий час припинити малювати в Спіру. Це сталося між 1961 і 1963 роками на половині роботи над QRN-сюр-Бретцельбург. Протягом цього часу він продовжував малювати Гастона, незважаючи на погане здоров'я. Це імовірно було пов'язано з більш легким характером серії. (В одній історії, Bravo Les Brothers, витівки Гастона доводять його боса Фантазіо до чергового нервового зриву. У розпачі він приймає антидепресанти).
У 1967 році Франкен передав комікс «Спіру і Фантазіо» молодшому художнику Жану-Клоду Фурньє і почав повний робочий день працювати над своїми власними творами.
Він був частиною команди, яка розробила концепцію коміксу «Ізабель, пригоди маленької дівчинки у світі відьом і монстрів». Персонаж був названий на честь дочки Франкена.
Гастон поступово еволюціонував від чистої комедії-буффонади до таких важливих для Франкена тем, як пацифізм та захист навколишнього середовища. Франкен також використовував своїх персонажів у платних рекламних стрічках, які він малював, і працював над коміксами до самої смерті.

### Зріла творчість Франкена
У 1960-х роках відбулася чітка еволюція стилю Франкена, який став більш вільним і ускладненим. Ця графічна еволюція триватиме протягом наступного десятиліття. Незабаром Франкена почали вважати безперечним майстром коміксу, нарівні з такими митцями, як Ерже, і його вплив можна було побачити в роботах майже кожного карикатуриста, найнятого у Спіру до кінця 1990-х років. Ранні комікси фанзини 1970-х років показували Монстрів Франкена, окремі малюнки уявних звірів, що підкреслюють його графічну майстерність.
Останні і найбільш радикальні зрушення в постановці Франкена відбувся в 1977 році, коли він пережив черговий нервовий зрив і почав свою стрічку Idées Noires (букв. «Темні думки»), спочатку для додатка Спіру, Le Trombone Illustré (з іншими карикатуристами, як-от Рене Фолле), а пізніше для Fluide Glacial. У Idées Noires Франкен показав темнішу, песимістичну сторону своєї натури. На одній сторінці коміксу видно, як пара мух блукає дивним ландшафтом, обговорюючи помилки своїх попередників. На фінальній панелі ми бачимо пейзаж — це місто, зроблене з людських черепів, а одна муха відповідає: «Не будьте з ними занадто суворими, вони залишили нам такі чудові міста». Повністю намальована в чорно-білому кольорі, Idées Noires набагато більше орієнтована на дорослих, ніж інші роботи Френкена, і зосереджена на таких темах, як смерть, війна, забруднення навколишнього середовища та смертна кара з нищівним саркастичним почуттям гумору.
На знак визнання його саркастичної та попкультурної твочості, Франкена удостоїли найпершого Гран-прі Ангулемського краю в 1974 році. Вийшло друком багато книжок Франкена, які дотепер вважаються класикою жанру. Вони перекладені багатьма мовами. Про Франкена написано кілька книг, наприклад «Et Franquin créa la gaffe» («І Франкен допустив помилку») Нуми Садула, відверте інтерв'ю з художником, що охоплює всю його кар'єру.
Франкен помер в 1997 році в Сен-Лоран-дю-Вар. У 2004 році в паризькому Cité des Sciences et de l'Industrie відбулася перша велика музейна ретроспектива його робіт, виставка під назвою «Le monde de Franquin» («Світ Франкена»). Ця виставка була продовжена у 2006 році в його рідному місті Брюсселі. Остання виставка була повністю двомовною (французька/нідерландська). У 2005 році опитування у Валлонії визнало його «16-м найбільш визначним бельгійцем в історії».

## Вплив
Стиль Франкена відрізняється естетичним спектром від робіт Ерже: якщо картини автора Тентена характеризувались використанням чітких ліній (звідси авторський стиль — ligne claire), плоских кольорів і певної статичності, то графічний підхід Франкена поступово розвивався до багатоколірної естетики, світлотіні та динаміки руху персонажів. Ерже неодноразово висловлював своє захоплення роботою Франкена: «Порівняно з ним, я лише звичайний кресляр».
Франкен був видатним представником першого покоління «Школи Марсінель» (École de Marcinelle), також сформованої Моррісом і Віллом, до яких у 50-х роках приєдналося друге покоління, зокрема Пейо, Тільє та два наступні покоління, які долучаються протягом 60-х і 70-80-х років. У цих колах вплив Френкена був безперечним, особливо серед авторів, які продовжили серію «Спіру і Фантазіо» після його смерті. Жан-Клод Фурньє, Нік Брока і особливо Жанрі (Жан-Річард Гертс) використовували в цій серії графічні стилі, які намагалися з перемінним успіхом імітувати риси стилю Франкена.
Іншими франко-бельгійськими авторами, які демонструють вплив Франкена, були Діно Аттанасіо та Міттеї (Жан Марієтт), обидва відповідальні за серіал «Модест і Помпон» після смерті автора, Джідехем (Жан де Месмекер), один зі співробітників Франкена у створенні «Спіру та Фантазія» і «Гастона Лагаффа», Батем (Люк Коллін), П'єр Серон, художник серії Марсупіламі, який наслідував стиль Франкена у своїй серії Les Petits Hommes («Маленькі Люди»).
Відомим випадком є вплив Франкена на Франсіско Ібаньєса, одного з найчастіше публікованих іспанських авторів з 1950-х років. Починаючи з 1970-х років, Ібаньєс постійно звертався до ідей та дизайнів робіт Франкена, адаптувавши їх до свого власного всесвіту, але також запозичивши багато графічних та сюжетних рішень. Навіть одного з його персонажів, «Ель Ботонеса Сакаріно», можна легко ідентифікувати як гібрида Спіру і Гастона Лагаффе (він працює у видавничій компанії і є джерелом нескінченних катастроф), на якого він також схожий зовні. Вплив Франкена ще більш очевидний у творчості Рамона Марії Казаньєса, учня і співробітника Ібаньєса, особливо в деяких його сольних роботах, таких як «Тіто, Homo Sapiens 2000», де франко-бельгійське походження безсумнівне.

## Нагороди та відзнаки
- 1974: Перший Гран-прі Ангулема, Франція
- 1980: Премія Адамсона, Швеція
- 1985: найкращий довгий комікс на церемонії вручення нагород Haxtur, Іспанія, за QRN sur Bretzelburg
- 1987: Гран-прі за графічне мистецтво на Міжнародному фестивалі коміксів в Ангулемі
- 1996: Спеціальна премія за видатну роботу життя на премії Макса і Моріца в Ерлангені, Німеччина
- 2017: Астероїд 293985 Франкен, відкритий французьким астрономом-любителем Бернаром Крістофом у 2007 році, названо в його пам'ять. Офіційне найменування було опублікована Центром малих планет 12 березня 2017 року (M.P.C. 103971).

### Серії
| Серія             | Роки         | Альбоми | Редактор                    | Примітки                                                                            |
| ----------------- | ------------ | ------- | --------------------------- | ----------------------------------------------------------------------------------- |
| Спіру і Фантазіо  | 1946–1968 0  | 20      | Dupuis0                     | Разом з Жіже, Анрі Гілленом, Морісом Розі, Віллом, Грегом, Джідехемом, Жаном Роба 0 |
| Модест і Помпон 0 | 1955–1959 рр | 3 [a]   | Le Lombard                  | з Рене Госінні та Ґреґом                                                            |
| Гастон Лагаффе    | 1957–1996 рр | 19 [b]  | Dupuis та Marsu Productions | з Іваном Дельпортом і Джідехемом                                                    |
| Маленьке Різдво   | 1957–1959 рр | 1       | Dupuis0                     | 4-томні напівформатні видання                                                       |
| Темні Думки       | 1977–1983 рр | 2       | Fluide Glacial0             | з Іваном Дельпортом і Жаном Робою                                                   |
| Ізабель           | 1978–1986 рр | 5       | Dupuis0                     | сценарії з Дельпортом і Мачеро, ілюстрації Вілла                                    |
| Марсупіламі       | 1987–1989 рр | 3 [c]   | Marsu Productions 0         | з Батемом, Грегом і Янном                                                           |

### Одноразові видання
- Cauchemarrant (1979, опублікований Bédérama)
- Les robinsons du rail (1981, малюнки Франкена, текст Івана Дельпорта; опубліковано L'Atelier)
- Les démêlés d'Arnest Ringard et d'Augraphie (1981, малюнки Фредеріка Жанніна, текст Френкена та Івана Дельпорта)
- L'Encyclopédie du Marsupilami (1991, ілюстрована фальшива енциклопедія про Марсупіламі)
- Arnest Ringard et Augraphie (2006, малюнки Фредеріка Жанніна, текст Френкена та Івана Дельпорта; перемальована та розширена версія вищевказаного)
- Slowburn (1982, малюнки Франкіна, текст Готліба; опубліковано Collectoropolis)
- Les Tifous (1990, опублікований Dessis)
- Le trombone illustré (2005, видано Marsu Productions)
- Un monstre par semaine (2005, опублікований Marsu Productions)
- Les noëls de Franquin (2006, малюнки Франкена, текст Івана Дельпорта; опубліковано Marsu Productions)

### Скетчбуки
(опубліковано компанією Marsu Productions)
- Les doodles de Franquin
- Le bestiaire de Franquin
- Le bestiaire de Franquin tome 2
- Les monstres de Franquin
- Les monstres de Franquin tome 2
- Tronches à gogo
- Les signatures de Franquin

## Рекомендована література
- Jacky Goupil, Livre d'or Franquin: Gaston, Spirou et les autres…
- Numa Sadoul, Et Franquin créa la gaffe
- Philippe Vandooren, Franquin/Jijé
- Les cahiers de la BD #47-48
- Le monde de Franquin (каталог виставки)
- Kris de Saeger, Dossier Franquin
- Achim Schnurrer and Jef Meert, Archief Franquin
- José-Louis Bocquet and Eric Verhoest, Franquin — Chronologie d'un œuvre
- Xavier Chimits and Pedro Inigo Yanez, Le garage de Franqui